# Tejmur Radžabov
Tejmur Radžabov, azerbajdžanski šahist, * 12. marec 1987.